# Aedes shehzadae
Aedes shehzadae är en tvåvingeart som beskrevs av Qutubuddin 1972. Aedes shehzadae ingår i släktet Aedes och familjen stickmyggor. Inga underarter finns listade i Catalogue of Life.